# Hans Schlemmer (General)

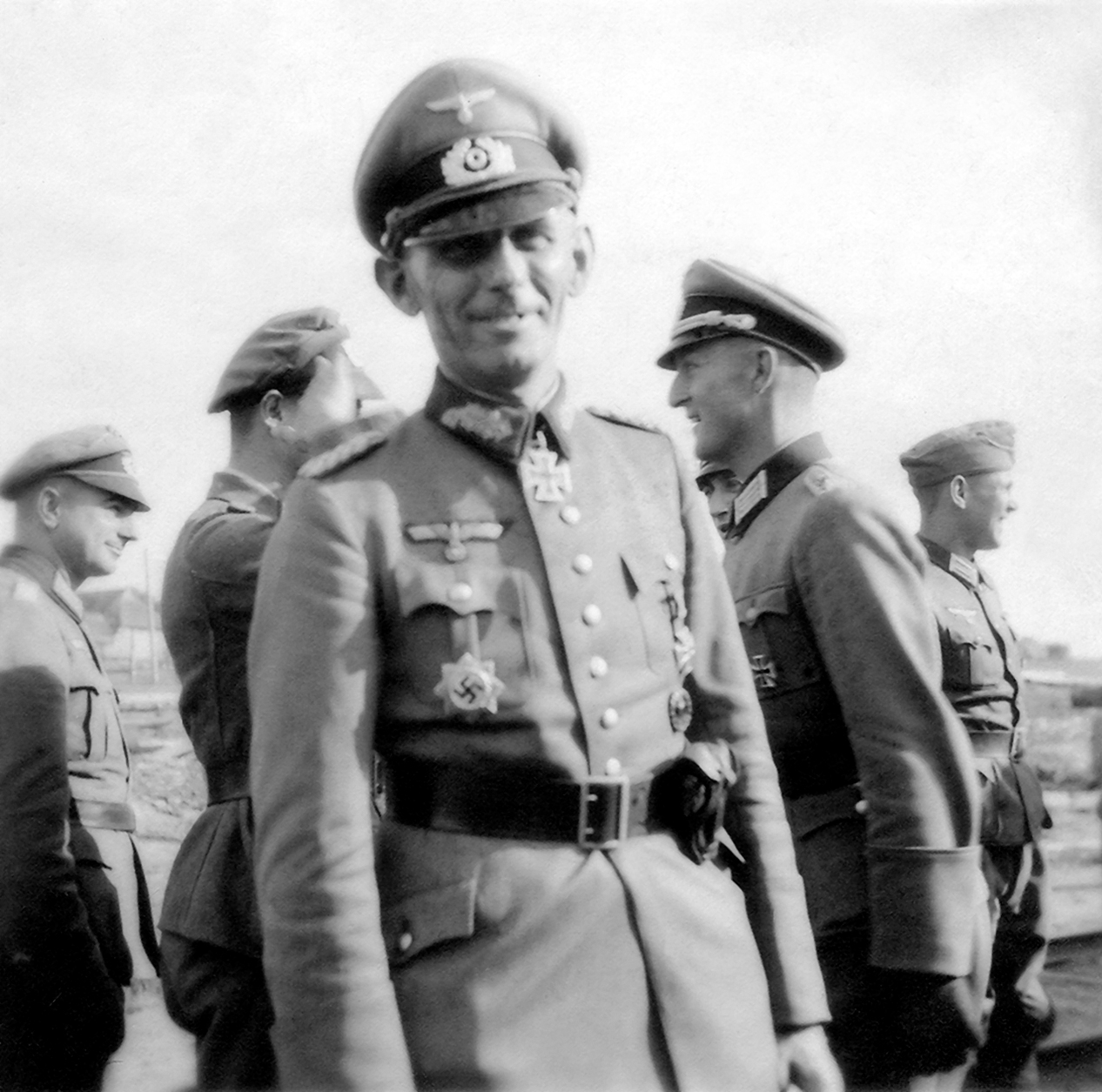
Hans Schlemmer als Kommandeur der 134. Infanteriedivision

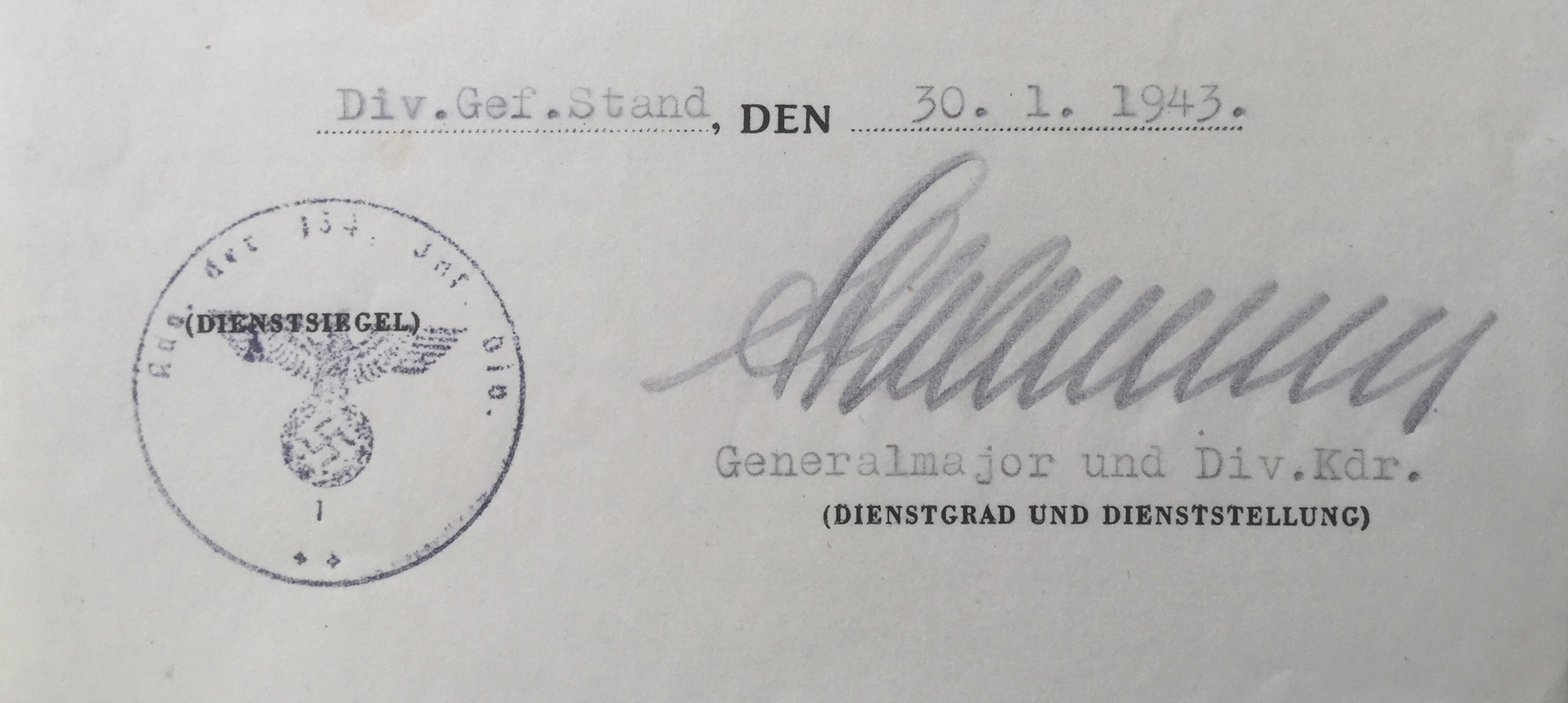
Unterschrift des Generalmajors Hans Schlemmer

Johannes „Hans“ Schlemmer (* 18. Januar 1893 in Nesselwang; † 26. Juni 1973 in Bad Kreuznach) war ein deutscher Ingenieur und General der Gebirgstruppe im Zweiten Weltkrieg.

## Leben

### Familie
Schlemmer war der Sohn eines Oberzollrates. Sein Bruder Ernst schlug ebenfalls eine Militärkarriere ein und brachte es bis zum Generalleutnant. Schlemmer selbst verheiratete sich 1920 mit Agnes Hofmann.

### Kaiserreich und Erster Weltkrieg
Er trat nach seinem Abitur am 1. August 1913 als Fahnenjunker in das 2. Pionier-Bataillon der Bayerischen Armee ein. Mit Beginn des Ersten Weltkriegs zog Schlemmer mit dem 5. Feldartillerie-Regiment „König Alfons XIII. von Spanien“, in der Funktion eines Zug- und Batterieführers, von Landau aus ins Feld. Es folgten Beförderungen zum Leutnant (Dezember 1914) und zum Oberleutnant (April 1918). Neben beiden Klassen des Eisernen Kreuzes wurde Schlemmer mit dem Bayerischen Militärverdienstorden IV. Klasse mit Schwertern und mit Krone sowie dem Verwundetenabzeichen in Schwarz ausgezeichnet.

### Zwischenkriegszeit
Mit Ende des Krieges wurde Schlemmer in das zunächst noch 200.000 Mann starke Übergangsheer übernommen. Nach der endgültigen Bildung des 100.000-Mann-Heeres der Reichswehr, wurde er in das 7. (Bayerisches) Artillerie-Regiment nach Landsberg am Lech versetzt, in welchem er 1926 die Beförderung zum Hauptmann erhielt. Im selben Jahr begann er mit einem Studium an der Technischen Hochschule Charlottenburg, welches er 1930 mit seinem Staatsexamen als Diplom-Ingenieur abschloss.

### Zeit des Nationalsozialismus und Zweiter Weltkrieg
1934 wurde Schlemmer zum Major befördert. Ein Jahr später wurde er aufgrund der Wiederaufrüstung ins Reichskriegsministerium als Gruppenleiter beim Heereswaffenamt abkommandiert. Am 16. März 1937 folgte die Beförderung zum Oberstleutnant. Nach der Blomberg-Fritsch-Krise im Jahre 1938 erfolgte seine Einsetzung ins Oberkommando des Heeres. Noch im selben Jahr wurde ihm das Kommando über eine Abteilung des Gebirgs-Artillerie-Regiments 111 in Innsbruck übertragen, welches er nach seiner Beförderung zum Oberst im Jahre 1939 während des Überfalls auf Polen führte. Danach erhielt Schlemmer das Kommando über das Artillerie-Regiment 7 der 7. Infanterie-Division, mit dem er am Westfeldzug teilnahm. Zum Artillerie-Kommandeur 148 (Arko 148) ernannt wurde er im März 1941 und nahm in dieser Position in den Russlandfeldzug teil. Ab Mitte Dezember 1941 befehligte er mit Unterbrechungen die 134. Infanterie-Division an der Ostfront im Raum Moskau und erhielt am 23. Januar 1942 das Deutsche Kreuz in Gold.
Im Februar 1942 wurde er zunächst zum Generalmajor befördert und am 21. April 1942 mit dem Ritterkreuz des Eisernen Kreuzes ausgezeichnet. Anfang 1943 stieg Schlemmer zum Generalleutnant auf.  Nachdem er am 18. Januar 1944 das Eichenlaub zum Ritterkreuz des Eisernen Kreuzes erhalten hatte (369. Verleihung), befand er sich von Februar bis April 1944 in der Führerreserve. Anschließend führte er bis Kriegsende das LXXV. Armeekorps in Ligurien und im Piemont. Im November 1944 wurde er zum General der Gebirgstruppe befördert. Am 2. Mai 1945 unterzeichnete Schlemmer in Monza gegenüber dem kommandierenden General des IV. US-Korps, Willis D. Crittenberger, die Urkunde zur bedingungslosen Kapitulation seines Armeekorps. Am 17. Juni 1947 wurde Schlemmer aus der Gefangenschaft entlassen.
Schlemmer verstarb in Bad Kreuznach und ist auf dem dortigen Stadtfriedhof beerdigt.